# 川添憲五
川添 憲五（かわぞえ けんご）は、日本の音響監督。 ダックスプロダクション所属。

## 参加作品
※特筆のないものは、全て音響監督としての参加

### テレビアニメ
2007年
- シャイニング・ティアーズ・クロス・ウィンド（音響制作） ※平田哲と共同
- 素敵探偵☆ラビリンス ※平田哲と共同

2008年
- ヴァンパイア騎士 Guilty（音響制作） ※平田哲と共同
- 純情ロマンチカ（音響制作） ※平田哲と共同
- 純情ロマンチカ2（音響制作） ※平田哲と共同

2009年
- 07-GHOST（音響制作） ※平田哲と共同
- FAIRY TAIL（音響制作担当） ※平田哲と共同

2010年
- 爆丸 バトルブローラーズ ニューヴェストロイア（音響制作担当）

2012年
- シャイニング・ハーツ 〜幸せのパン〜 ※稲葉順一と共同
- ちとせげっちゅ!!
- ゆるめいつ 3でぃ（音響制作）
- ゆるめいつ 3でぃPLUS（音響制作）
- リコーダーとランドセル
- リコーダーとランドセル レ♪

2013年
- 義風堂々!! 兼続と慶次（音響制作担当） ※今西栄介と共同
- DIABOLIK LOVERS（録音演出）
- ちょぼらうにょぽみ劇場 あいまいみー
- 幕末義人伝 浪漫
- フォトカノ
- リコーダーとランドセル ミ☆

2014年
- Z/X IGNITION
- ちょぼらうにょぽみ劇場第二幕 あいまいみー -妄想カタストロフ-
- ディーふらぐ!（音響制作担当）
- 僕らはみんな河合荘

2015年
- 小森さんは断れない!
- 純情ロマンチカ3（音響制作）
- レーカン!

2016年
- 大家さんは思春期!
- 昭和元禄落語心中（音響制作担当）
- はんだくん

### 劇場アニメ
2013年
- 劇場版 薄桜鬼 第一章 京都乱舞（音響監督補佐）

2014年
- 劇場版 薄桜鬼 第二章 士魂蒼穹（音響監督補佐）

### Webアニメ
2010年
- Starry☆Sky（音響制作）

2011年
- こいけん! ～私たちアニメになっちゃった!～（音響制作担当）

### ドラマCD
- 姉ログ 靄子姉さんの止まらないモノローグ

#### BLCD
- STEAL!シリーズ
  - Drama CD STEAL!1st.mission （音響制作担当）
  - Drama CD STEAL!2nd.mission （音響制作担当）
  - Drama CD STEAL!恋するValentine （音響制作担当）
  - Drama CD STEAL!愛されWhiteday （音響制作担当）

### その他
- スパルタンMX（男性編審査員）